# Alone (thriller uit 2020)
Alone is een Amerikaanse psychologische thriller uit 2020 onder regie van John Hyams, met in de hoofdrollen Jules Willcox, Marc Menchaca en Anthony Heald. De film is een remake van de Zweedse film Försvunnen uit 2011.

## Verhaal
De pas weduwe geworden Jessica wordt op een bergachtige weg in Oregon het mikpunt van verkeersagressie door een bestuurder in een Jeep. Na een overnachting in een motel wordt ze 's ochtends bij haar vertrek benaderd door de man uit de Jeep, die zich op een onbeholpen manier verontschuldigt voor zijn gedrag van de vorige dag.
Jessica vertrekt, maar komt hem al snel weer tegen. Hij blokkeert de weg, doet alsof hij gewond is en vraagt om een lift omdat zijn auto panne zou hebben. Jessica vertrouwt het niet en weigert, maar later die nacht heeft ze een auto-ongeluk wanneer haar aanhangwagen begint te slingeren omdat een band is kapotgestoken. De man duikt weer op en verdooft haar. Wanneer ze wakker wordt is ze opgesloten in een kamer zijn afgelegen hut. Hij laat uitschijnen dat ze niet zijn eerste slachtoffer is.
De volgende ochtend weet ze zich te bevrijden en hoort ze hem aan de telefoon liegen tegen zijn vrouw. Ze vlucht het bos in, waarbij ze zich verwondt aan haar voet, maar ze kan ontsnappen aan haar achtervolger door in een woeste rivier te springen.
Uitgeput stuit ze op een jager genaamd Robert, die haar eten, schoenen en een lift aanbiedt. Tijdens de rit wordt hun pad geblokkeerd door een omgevallen boom. De man verschijnt opnieuw en beweert dat Jessica zijn zus is die een psychotische episode doormaakt na de dood van haar man. Het komt tot een gewelddadige confrontatie waarbij de man Robert doodt. Jessica rent weg, opnieuw achtervolgd door de man, en wordt in haar schouder geschoten. Bloedend en verzwakt verstopt ze zich onder water in een kleine vijver totdat haar achtervolger het opgeeft.
Terwijl de man de volgende ochtend het lijk van Robert laat verdwijnen, verstopt Jessica zich in de kofferbak van zijn Jeep. Ze gebruikt zijn telefoon om het noodnummer te bellen en valt hem vervolgens aan met een bandenlichter, waardoor hij de controle over het stuur verliest en de Jeep overkop gaat. Verdwaasd kruipt Jessica uit het wrak en rent naar een open plek om de aandacht van een reddingshelicopter te trekken.
Jessica belt naar de vrouw van de man om de waarheid over hem te onhullen. De man, die Sam blijkt te heten, is woedend over het telefoontje naar zijn vrouw en volgt Jessica naar de open plek. In een laatste confrontatie steekt Jessica hem dodelijk neer en opgelucht ziet zet hem naast haar liggen en sterven terwijl de helikopter daalt.

## Rolverdeling
| Acteur             | Personage     |
| ------------------ | ------------- |
| Jules Willcox      | Jessica       |
| Marc Menchaca      | The Man / Sam |
| Anthony Heald      | Robert        |
| Jonathan Rosenthal | Eric          |

## Release en ontvangst
Alone werd uitgebracht in de Amerikaanse bioscopen en via video-on-demand op 18 september 2020. De film bracht internationaal 642.502 dollar op aan de kassa. Op 22 december 2020 kwam de film in Nederland uit op dvd.
De film behaalde een score van 93% (61 recensies) op Rotten Tomatoes, met een gemiddelde beoording van 7,1/10. Op Metacritic kreeg de film een score van 70 op 100 (9 recensies), wat duidt op "over het algemeen gunstige recensies".